# The Flame of Love
Pour plus de détails, voir Fiche technique et Distribution.
The Flame of Love est un film britannico-allemand de Richard Eichberg et Walter Summers, sorti en 1930. Le film existe en version française sous le titre Hai-Tang et en version allemande sous le titre Der Weg zur Schande.

## Synopsis
Une belle jeune actrice chinoise tombe amoureuse d'un officier militaire russe.

## Fiche technique
- Titre : The Flame of Love
- Réalisation : Richard Eichberg et Walter Summers
- Scénario : Monckton Hoffe, Adolf Lantz, Walter Summers et Ludwig Wolff (de)
- Photographie : Heinrich Gärtner
- Montage : Sam Simmonds
- Musique : Hans May
- Pays d'origine : Royaume-Uni - Allemagne  République de Weimar
- Format : Noir et blanc
- Genre : drame
- Date de sortie : 1930

## Distribution
- Anna May Wong : Haitang
- Georg H. Schnell : Grand Duke
- John Longden : lieutenant Boris Borrisoff
- Percy Standing : Col. Moravjev
- Mona Goya : Yvette
- Fred Schwartz : Birnbaum
- Ley On : Wang Hu